# Kundler Klamm
Koordinaten: 47° 26′ 45″ N, 11° 59′ 14″ O

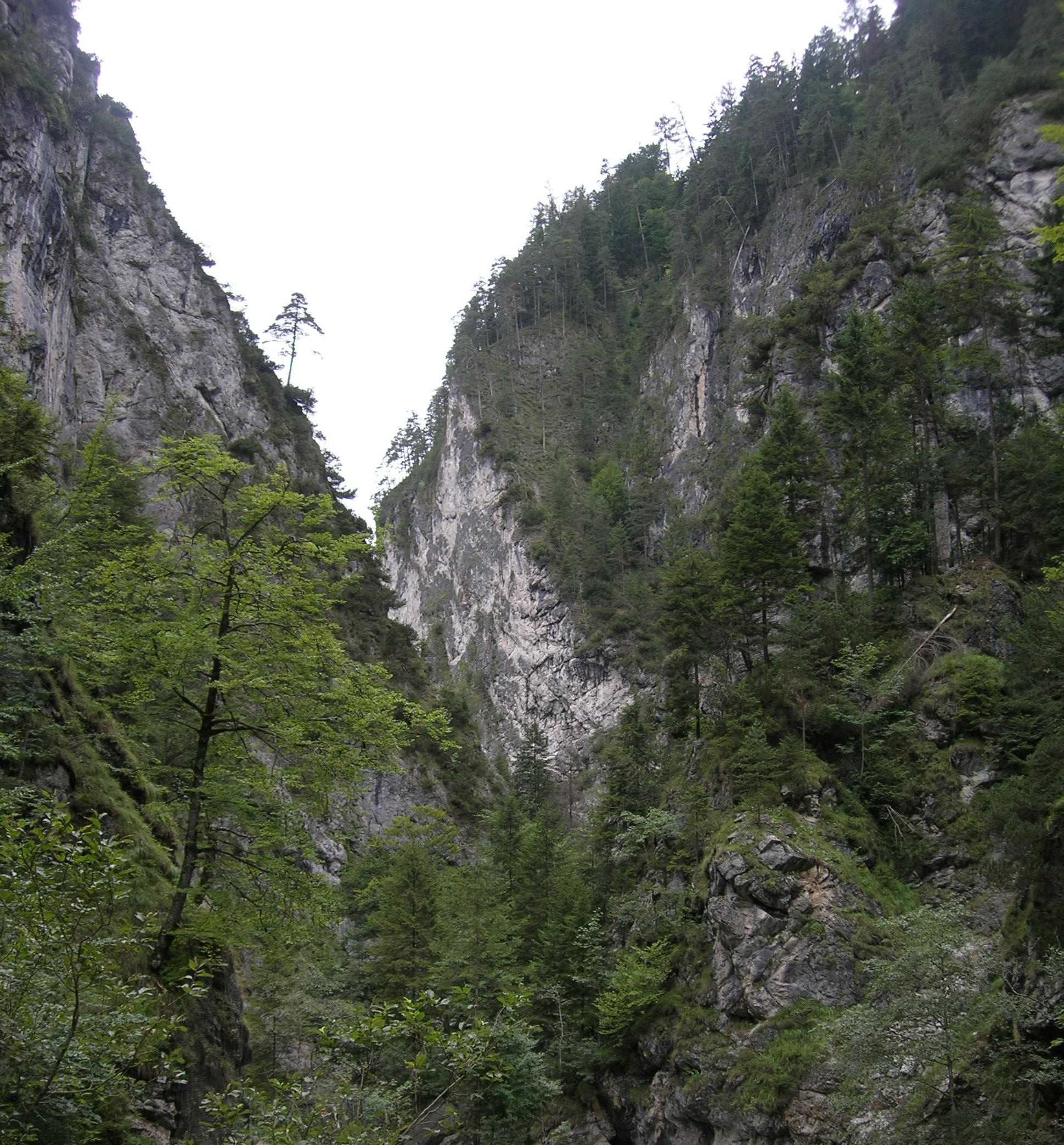
Kundler Klamm

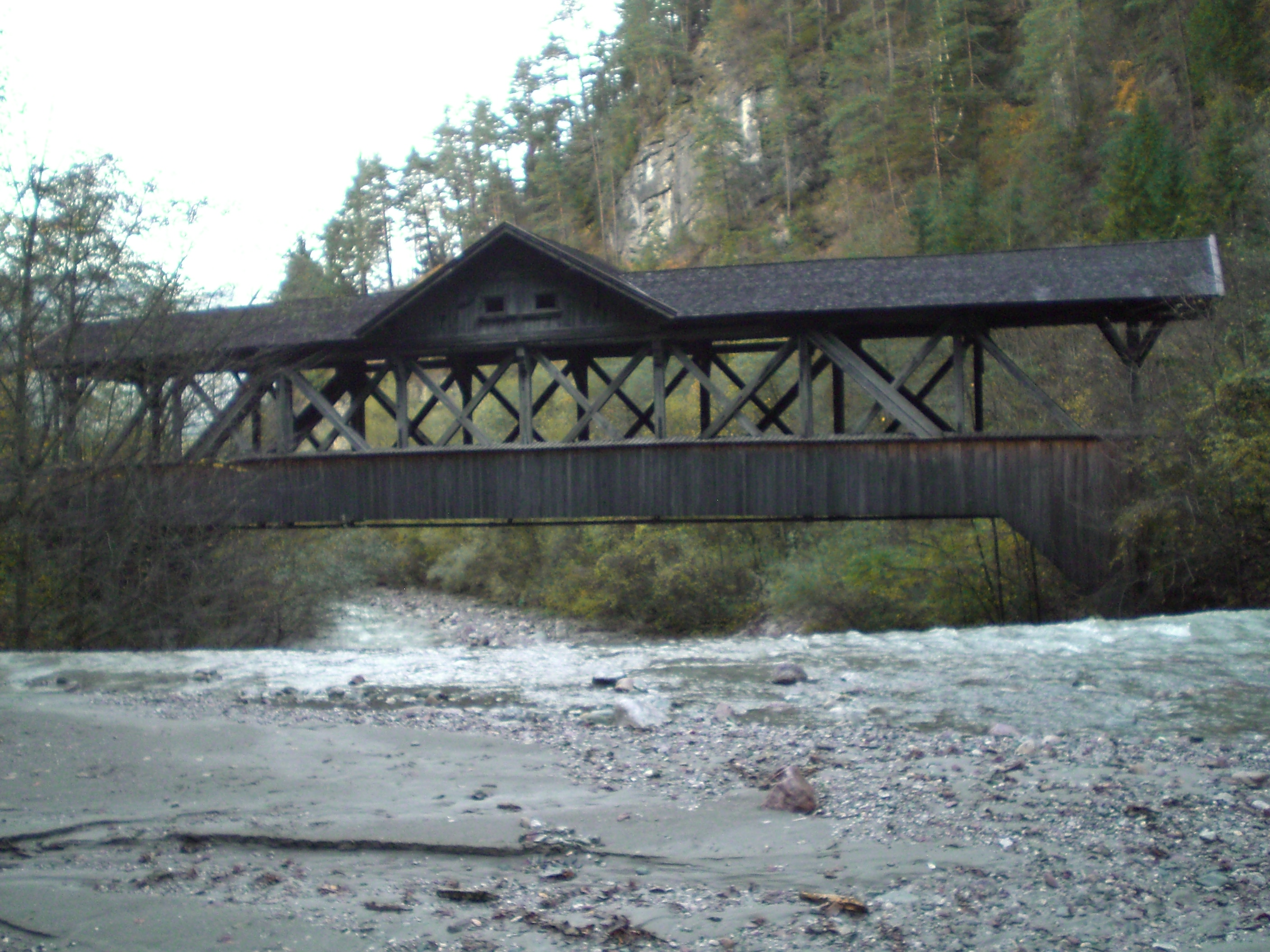
Kundler Klammbrücke

Die Kundler Klamm ist eine Klamm entlang der Wildschönauer Ache in Österreich. Sie liegt im Bezirk Kufstein und verbindet das Hochtal Wildschönau mit dem Unterinntal.

## Geologie
Das umgebende Felsmassiv aus Dolomitgestein ist etwa 235 Mio. Jahre alt und entstand im Zuge der alpinen Gebirgsbildung.

## Geschichte

### Die Sage von der Entstehung der Wildschönau
„Die Wildschönau war einst ein See. Darin hauste ein fürchterlicher Drache. Ein Bauer tötete ihn durch List. Im Verenden biss das Ungeheuer den Felsen nach Kundl durch, und der See entleerte sich. So entstanden die Wildschönau und die Kundler Klamm.“

### Holztrift
Wie andere Zuflüsse des Inns aus den waldreichen Seitentälern wurde die Wildschönauer Ache bis ins 20. Jahrhundert zur Holztrift genutzt. Die Baumstämme wurden dabei im Frühjahr in die hochwasserführende Ache geworfen und in Kundl herausgefischt.
Durch die Klamm führte damals nur ein Triftsteig.

### Kundler-Klamm-Straße
Anfang des 20. Jahrhunderts wurden Transporte noch fast ausschließlich mit Pferdefuhrwerken durchgeführt. Da die Straße von Wörgl in die Wildschönau sehr steil war, wurde 1911/12 eine Straße durch die relativ flache Kundler Klamm gebaut.

### „Zollstation und Gasthaus“
Für die Straßenbenutzung wurde ein „Straßenzoll“ beim sogenannten Zollhaus eingehoben. Im Zollhaus befindet sich heute eine Gastwirtschaft.

### Kundler-Klamm-Brücke
Nach Fertigstellung der Straße beschloss man eine Brücke von der Ost- auf die Westseite der Ache ins Ortszentrum zu bauen. Die 1913/14 vom Stadtbauamt Innsbruck komplett aus Holz erbaute Brücke weist eine Spannweite von 32 Metern auf und wurde anlässlich von Kaiser Franz Josephs I. 66. Regierungsjubiläum am 2. Dezember 1914 eröffnet. Nach 100 Jahren präsentiert sich die Brücke weitgehend im Originalzustand und steht unter Denkmalschutz.

### Straßennutzung
In der Zwischenkriegszeit wurden über die Straße jährlich Tausende Kubikmeter Rund- und Schnittholz talauswärts nach Kundl transportiert. Dabei mussten Breite und Höhe der Fuhren genau an die beiden kleinen Tunnel („Wildschönauertor“ und „Himmelloch-Tunnel“) angepasst werden. Viele Wildschönauer nutzten die Straße nach Kundl, zeitweise verkehrte sogar ein Personentaxi vom Kundler Bahnhof nach Auffach. Kundler Bauern trieben ihr Vieh durch die Klamm auf die Almen in der Wildschönau und im Herbst wieder zurück, Schifahrer machten Touren durch die Klamm auf den Schatzberg.
Formal handelte es sich nach dem Tiroler Straßengesetz von 1988 um eine Gemeindestraße der Gemeinden Kundl und Wildschönau, welche aber nur mit Berechtigungsschein befahren werden durfte. Im Jahr 2010 versuchte die Gemeinde Kundl die Straße zu entwidmen, um der Haftung und den Kosten der Sicherungsmaßnahmen zu entgehen. Da das Land Tirol dies nicht genehmigte, erfolgte auf Kundler Gebiet lediglich eine Herabstufung zum Gemeindeweg. Ab dem Gasthaus Kundler Klamm besteht ein allgemeines Fahrverbot.

## Nutzung heute

### Energiegewinnung und Kanal

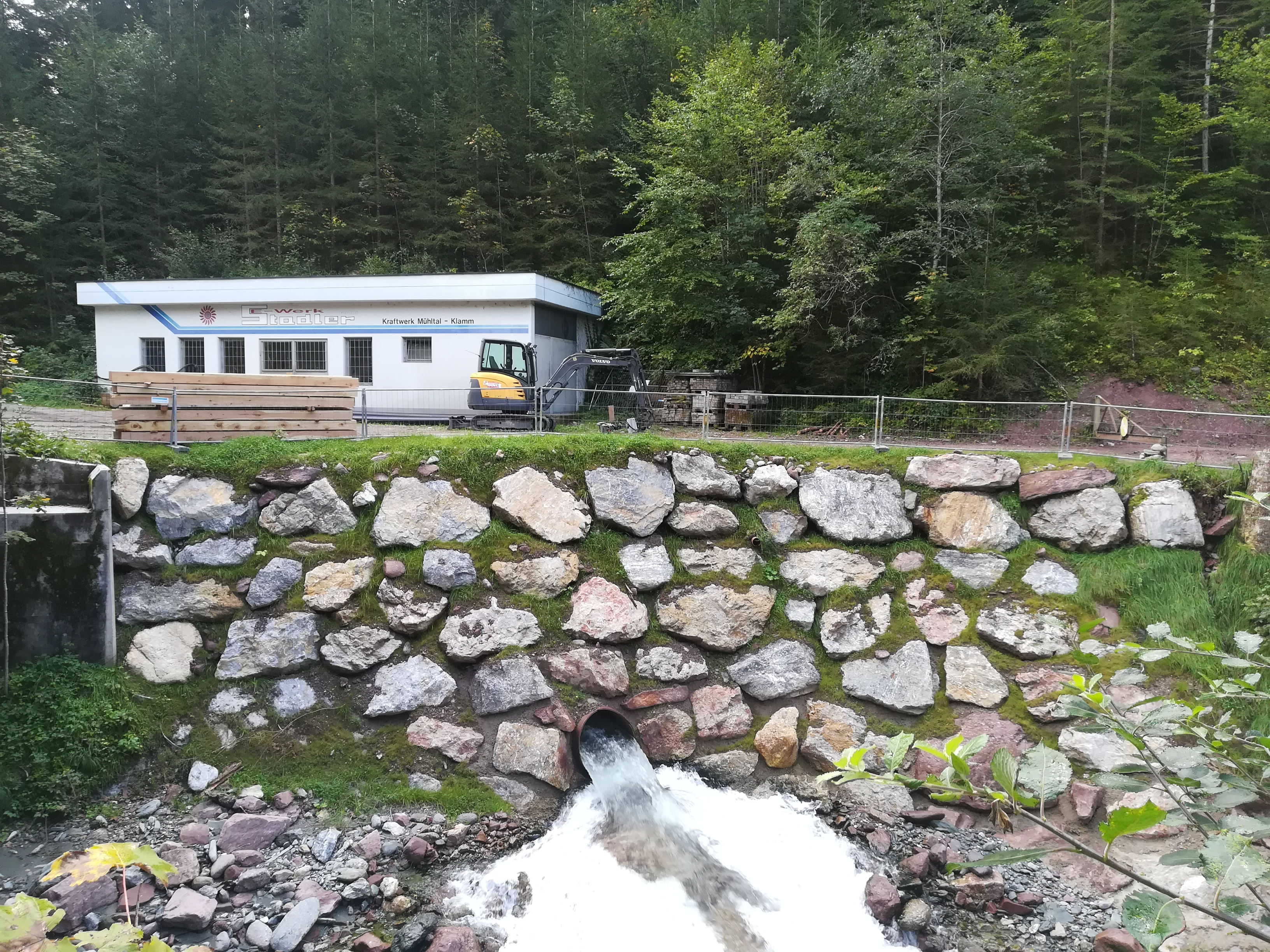
Kraftwerk Mühltal

Heute wird die Wildschönauer Ache von mehreren Wasserkraftanlagen zur Stromgewinnung genutzt.
Weiters wird ein Teil der Wildschönauer Abwässer in einem unter der Straße verlegten Kanal durch die Klamm nach Kundl und von dort in die Kläranlage nach Kirchbichl geleitet.

### Wanderweg

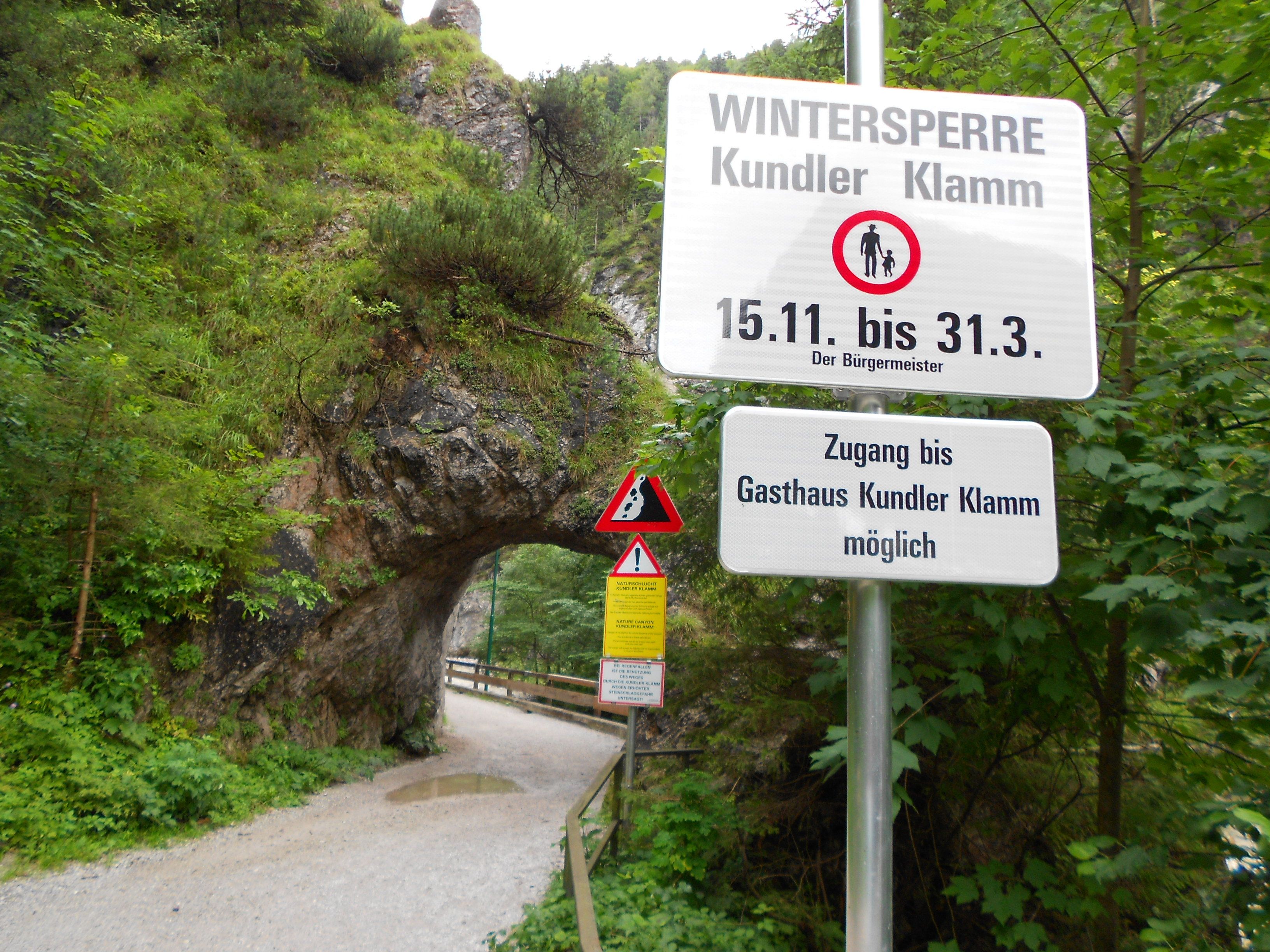
Info beim „Wildschönauertor“-Tunnel am Klammeingang auf Kundler Seite

Durch die Schlucht führt ein Wanderweg mit geringem Gefälle vom Weiler Mühltal in der Wildschönau nach Kundl. Er ist aus Sicherheitsgründen von 15. November bis 31. März sowie bei bzw. nach starken Regenfällen gesperrt. Die Dauer der Wanderung durch die Kundler Klamm beträgt etwa eine Stunde je Richtung. In der Sommersaison besteht zusätzlich die Möglichkeit die Klamm mit dem „Wildschönauer Bummelzug“ vom Ausgangsort Mühltal aus zu erreichen.
Nachdem sich im Jahr 2007 ein tödlicher Unfall durch Steinschlag ereignete, wurde die Klamm gesperrt und Sanierungs- und Sicherungsarbeiten unterzogen. Nach deren Abschluss ist die Klamm seit 2009 wieder offiziell geöffnet.

## Wegverlauf
Fluss-km
- 0,00 Mündung in den Inn
- 1,90 öffentlicher Parkplatz (gebührenpflichtig)
- 2,02 TIWAG-Kraftwerkshaus
- 2,13 Kundler-Klamm-Brücke
- 2,15 „Wildschönauertor“-Tunnel
- 2,16 Wehranlage für ehem. Werkskanal
- 2,48 Ramsbach von rechts
- 2,79 TIWAG-Wehranlage
- 2,82 Gasthaus „Kundler Klamm“ (ehem. „Zollhaus“)
- 2,83  „Fahrverbot in beiden Richtungen“
- 3,75 Taxentalbach von links
- 4,07 flaches Wegstück auf Höhe 600 m
- 4,24 Brücke
- 4,55 Stainer-Tal-Bach von links
- 4,71 Gemeindegrenze Kundl–Wildschönau
- 4,74 Steg zu einer Quelle / Trinkwasser
- 4,84 Brücke / Klammeingang
- 4,89 Ausleitungskraftwerk „Klamm“
- 5,18 Bummelzugstation / WC-Anlage
- 6,08 Brücke / Kraftwerk Stadler
- 6,73 Höhe 700 m (Flussbett)
- 6,85 Schönberggraben von rechts
- 6,88  „Fahrverbot in beiden Richtungen“
- 7,42 Scheibengraben von links
- 7,53 ehem. Gasthaus „Klammrast“
- 7,66 Aiglstättgraben von links
- 7,72 Ebersleitenbach von rechts
- 7,96 Schwarzenbach von links
- 8,36 Weißenbach von links
- 8,48 Tiefentaler Bach von rechts
- 8,50 Mühltal-Kreuzung[11]/ „Färberwirt“
- 8,51 Kraftwerk